# Aspidistra elatior
Aspidistra elatior là một loài thực vật có hoa trong họ Măng tây. Loài này được Blume mô tả khoa học đầu tiên năm 1834.

## Hình ảnh

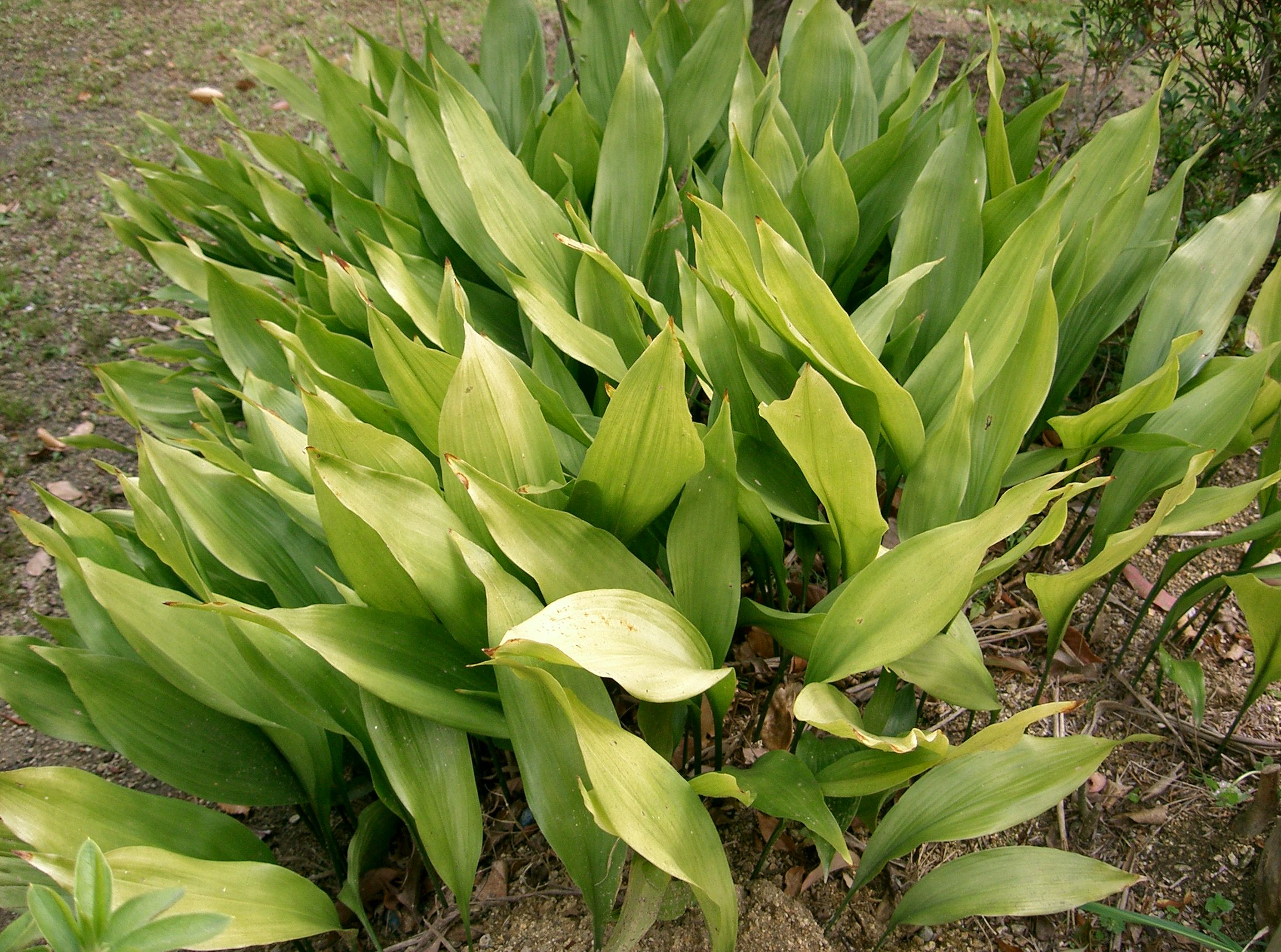
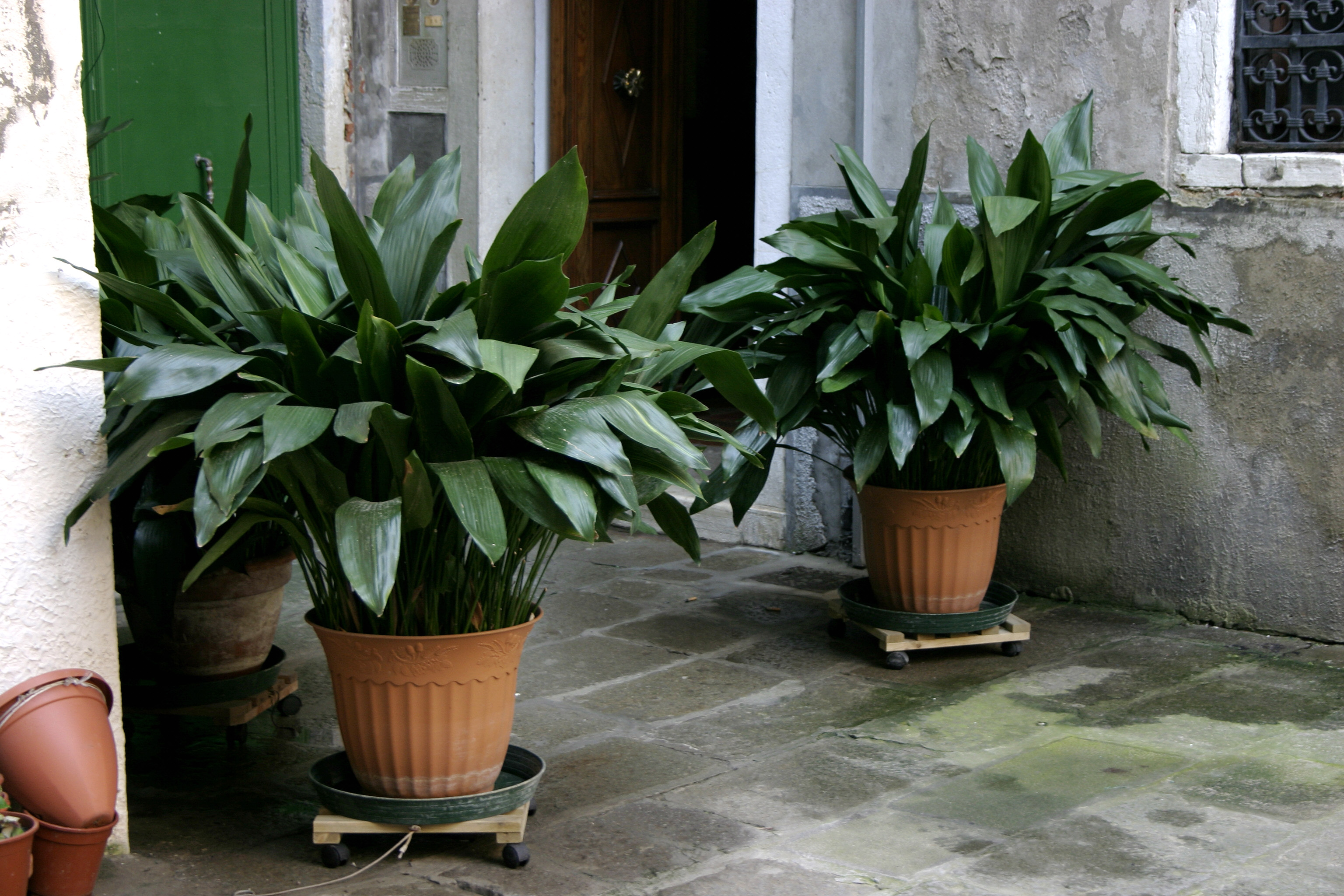
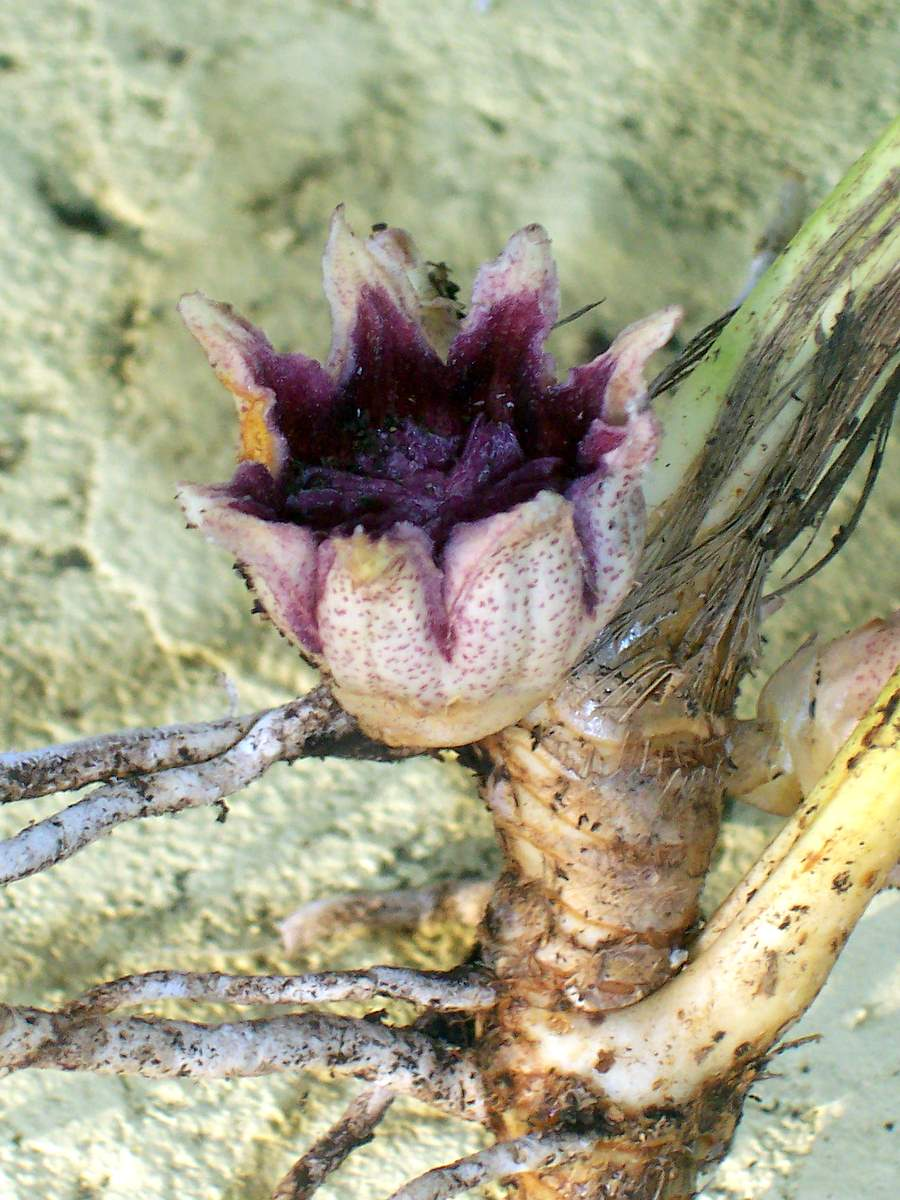
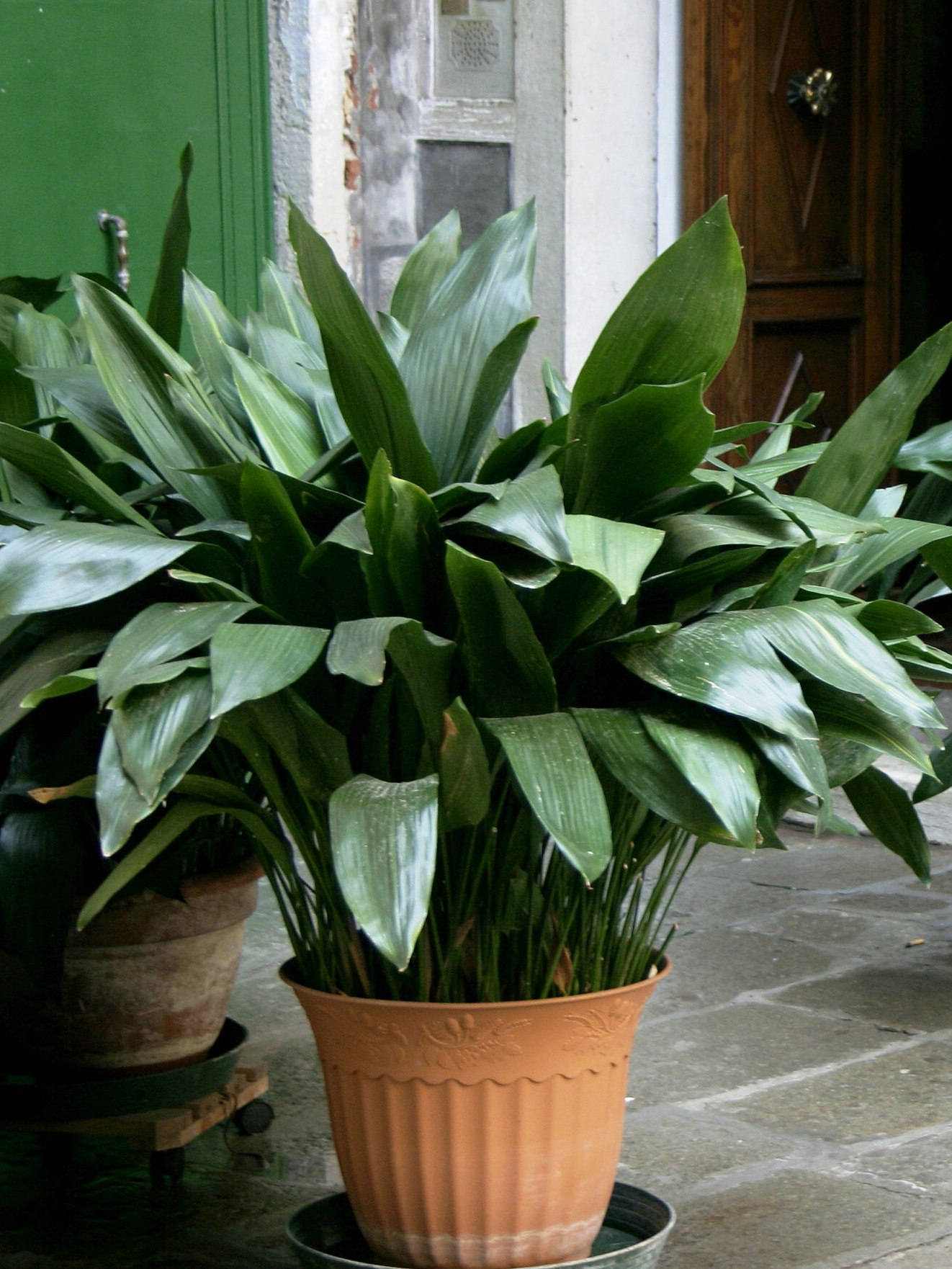